# Bianca Ghelber
Bianca Florentina Ghelber, z domu Perie (ur. 1 czerwca 1990 w Roman) – rumuńska lekkoatletka specjalizująca się w rzucie młotem.
Jej młodsza siostra Roxana Perie także, z sukcesami, uprawia rzut młotem

## Osiągnięcia
- 2 złote medale mistrzostw świata juniorów młodszych (Marrakesz 2005 i Ostrawa 2007), Perie jest aktualną rekordzistką tej imprezy (64,61 2007)
- 2 złote medale mistrzostw świata juniorów (Pekin 2006 i Bydgoszcz 2008), Perie jest aktualną rekordzistką tej imprezy (67,95 2008)
- 2 złote medale mistrzostw Europy juniorów (Hengelo 2007 i Nowy Sad 2009), Perie jest aktualną rekordzistką tej imprezy (68,59 2009)
- srebro igrzysk frankofońskich (Bejrut 2009)
- 2. miejsce w zawodach I ligi drużynowych mistrzostw Europy (Budapeszt 2010)
- 4. miejsce w mistrzostwach Europy (Barcelona 2010)
- 1. lokata podczas I ligi drużynowych mistrzostw Europy (Izmir 2011)
- złoty medal mistrzostw krajów bałkańskich (Sliwen 2011)
- złoto młodzieżowych mistrzostw Europy (Ostrawa 2011), Perie jest aktualną rekordzistką tej imprezy (71,59).
- brąz uniwersjady (Shenzhen 2011)
- złoto mistrzostw krajów bałkańskich (Stara Zagora 2013)
- srebro igrzysk frankofońskich (Nicea 2013)
- 7. miejsce w mistrzostwach Europy (Zurych 2014)
- złoto igrzysk frankofońskich (Abidżan 2017)
- 3. miejsce w zawodach I ligi drużynowych mistrzostw Europy (Sandnes 2019)
- 6. miejsce na światowych wojskowych igrzyskach sportowych (Wuhan 2019)
- 1. miejsce w zawodach I ligi drużynowych mistrzostw Europy (Kluż-Napoka 2021)
- 6. miejsce w mistrzostwach świata (Eugene 2022)
- złoty medal mistrzostw Europy (Monachium 2022)
- 1. miejsce[a] w zawodach II dywizji drużynowych mistrzostw Europy[b] (Chorzów 2023)
- złoto igrzysk frankofońskich (Kinszasa 2023)
- 7. miejsce w mistrzostwach świata (Budapeszt 2023)
- 9. miejsce podczas igrzysk olimpijskich (Paryż 2024)
- 2. miejsce w zawodach I dywizji drużynowych mistrzostw Europy (Maribor 2025)
- wielokrotna mistrzyni Rumunii

W 2008 reprezentowała Rumunię podczas igrzysk olimpijskich w Pekinie, 18. lokata w eliminacjach nie dała jej awansu do finału. Zawodniczka była także uczestniczką igrzyskach olimpijskich w Londynie, gdzie w eliminacjach zajęła 22. lokatę i ponownie nie awansowała do olimpijskiego finału. W 2021 roku podczas igrzysk olimpijskich rozgrywanych w Tokio awansowała do finału, zajmując w nim 6. miejsce.
Reprezentantka kraju w pucharze Europy w rzutach.

## Rekordy życiowe
- rzut młotem – 74,18 (2021)